# John Forbes
John Forbes of Skellater (Skellater House, Glengairn, 1733 – Rio de Janeiro, 8 de Abril de 1808), também conhecido por John Forbes-Skellater ou, na literatura lusófona da época, João Forbes-Skellater, foi um nobre oficial general escocês que comandou o exército português na Campanha do Rossilhão.

## Biografia
John Forbes, que viria a ser conhecido no Exército Português como Forbes-Skellater a partir da década de 1780, nasceu em 1733 na Escócia, de uma antiga família nobre escocesa, com ligações à Casa de Stuart, filho segundo de George Forbes, senhor (laird) de Skelatter no condado de Aberdeen, e de sua mulher Christian Gordon of Glenbucket.
O pai foi um fervoroso adepto do jacobitismo, sendo obrigado, quando John tinha apenas 12 anos de idade, a exilar-se para França, onde faleceu muitos anos depois, deixando a família arruinada. O seu irmão mais velho, William Forbes, vendeu a propriedade de Skellater a um primo, terminando naquela geração a casa de Skellater.
Depois de uma infância difícil, marcada pela penúria, frequentou a escola da sua aldeia natal, albergando-se com uma família um pouco mais afluente. Atlético para a sua idade, tinha cabelo ruivo, o que lhe mereceu a alcunha de Ian Roy (gaélico para João, o ruivo). Partiu em 1748, quando tinha apenas 15 anos de idade, para iniciar a sua carreira militar como mercenário, alistando-se no regimento escocês jacobita do clã Ogilvie, onde seu pai estava.
Por aquela altura o regimento de Lord Ogilvie, integrado no exército francês de Maurício de Saxe, sitiava a cidade holandesa de Maastricht, no final da Guerra de Sucessão da Áustria. Permaneceu ao serviço daquele príncipe alemão e tão bem se houve que atingiu rapidamente a categoria de oficial, sendo nomeado tenente do regimento escocês de Lord Ogilvie.
Após o falecimento de Maurício de Saxe, permaneceu na França como soldado de fortuna, prestando serviço no regimento de Lord Ogilvie. A 24 de Setembro de 1754, acompanhado por um primo, também ao serviço do exército francês, visitou Aberdeen e Strathdon, apresentando-se às autoridades como John Forbes, tenente do exército francês.
Regressado a França poucos meses depois, entrou, com o seu regimento de Ogilvie, na Guerra dos Sete Anos (1756–1763) combatendo com o exército francês contra as forças de Frederico o Grande. Terminada a Guerra, John Forbes estava em Paris em Julho de 1763, altura em que se envolveu numa tentativa de duelo com John Wilkes, um publicista inglês que injuriara os escoceses no jornal The North Briton (n.º 45, de Abril de 1763). O incidente ganhou foros de sensação, sendo objecto de múltiplos comentários na imprensa, servindo mesmo de tema a uma balada.
Quando Forbes chegou a Londres, poucos meses depois, e presumindo-se que tentaria o duelo com Wilkes, recebeu ordem de expulsão da cidade, partindo de Bristol a 27 de Setembro de 1763 com destino à ilha de Grenada, nas Caraíbas, não sem que antes deixasse publicada uma sardónica carta convidando o seu corajoso oponente a encontrá-lo lá.
Não terá chegado às Caraíbas, tendo provavelmente desembarcado numa escala feita num porto português. Sabe-se que em finais de 1763 entrou ao serviço do Exército Português, então comandado por Guilherme de Schaumburg-Lippe, conde reinante de Schaumburg-Lippe. Aquele militar alemão, mas educado em Londres, fora contratado para reorganizar e comandar o Exército Português face às ameaças que o Pacto de Família colocava sobre a integridade territorial de Portugal, face ao seu tradicional alinhamento com as posições britânicas.
Sendo um oficial experiente, John Forbes participou na fase final da Guerra Fantástica, integrado o Exército Português nas operações finais da Guerra dos Sete Anos. Terminada a Guerra, Forbes ficou em Portugal, mantendo-se ao serviço no exército.
A 19 de Março de 1769, casou em Lisboa com D. Ana Joaquina de Almeida e Portugal d'Antas da Cunha e Vilhena, filha do fidalgo D. Dinis de Almeida, comendador de São Martinho de Soeiro na Ordem de Cristo. Sendo católico e tendo casado com uma fidalga portuguesa, adquiriu a nacionalidade portuguesa, passando a ter acesso às honras de cavaleiro das ordens militares.
Teve um filho natural de uma jovem fidalga, D. Catarina Luísa Coelho da Motta Prego, chamado António Fernandes Forbes e que foi entregue aos cuidados de uma família de Fafe que o registou como seu filho legítimo. António Fernandes Forbes quando foi ao Brasil conhecer o seu pai legítimo, conheceu D. Maria do Carmo Calazans Rodrigues, filha do primeiro Barão de Taquary e teve três filhas. Destas três filhas descendem os Forbes de Bessa, os Forbes de Magalhães e os Forbes Costa.
Teve apenas geração feminina deste casamento: Maria Cristina Forbes de Almeida, Ana Benedita Forbes de Almeida e Portugal, Joana Vitória Forbes de Almeida e Portugal.
Ao longo da sua carreira de oficial do Exército Português foi sucessivamente promovido a brigadeiro em 1775 e a marechal de campo em 1789, sendo nomeado Ajudante General do Exército em 1791.
Foi promovido em 1794 ao posto de tenente-general e nomeado comandante da divisão reforçada do Exército Português, conhecida como Exército Auxiliar à Coroa de Espanha, que foi enviado para o Rossilhão, onde se revela como um bom diplomata e comandante militar, comandando a expedição portuguesa durante a Campanha do Rossilhão.
Em 1796 foi nomeado Inspector-Geral da Infantaria mantendo por uns tempos o cargo de Ajudante General.
Em fevereiro de 1801, foi nomeado para o comando do Exército de Entre-Douro e Guadiana na sequência da declaração de guerra da Espanha e França, na que ficou conhecida como a Guerra das Laranjas. Numa situação calamitosa de incompetência e cobardia que se abateu sobre o exército português, ainda assim conseguiu retirar o exército do Alentejo para a margem Norte do Tejo sem perdas significativas, impedindo o progresso rápido dos exércitos franco-espanhóis.
Em 1803 foi nomeado General de Cavalaria, que, a partir de 1797, se tinha tornado em um posto militar e já não uma função administrativa, contribuindo significativamente para a proposta de reforma do exército, apresentada em 1803, e começada a aplicar em 1806.
Em 1807, embarcou com a família real rumo ao Rio de Janeiro na sequência da primeira invasão francesa comandada pelo general Jean-Andoche Junot. Ao chegar ao Brasil foi nomeado Governador das Armas do Rio de Janeiro, mas morreu passado pouco tempo.